# Отавиано Убалдини
Отавиано (Атавиано) Убалдини (на италиански: Ottaviano degli Ubaldini, Attaviano; * 1214, Флоренция; † 5/13 март 1273, Рим) е италиански кардинал, гибелин, най-влиятелно лице в папската курия по своето време.

## Произход и духовна кариера
Отавиано е третото дете на Уголино Убалдини и съпругата му Адала.
Той учи право в Болонския университет. Става папски капелан, апостолски субдякон. Ръкоположен е лично от папа Григорий IX. Става каноник в катедралата на Болоня. На 21 февруари 1240 г. е избран за епископ на Болоня. На 28 май 1244 г. е номиниран от папа Инокентий IV за кардинал-дякон на Санта-Мария ин Виа Лата в Рим.
През 1254 г. участва в избора на папа Александър IV. През 1255 г. е легат на Сицилия, ок. 1260 г. във Франция. Придружава новия папа Григорий X от Витербо в Рим.
Умира в Рим, погребан е в църквата „Санта Мария ди Фаня“ в Муджело. Данте пише за него в „Божествена комедия“ (шестия кръг-еретици на Ада) заедно с император Фридрих II и други.